# Eurostoptinus mazuri
Eurostoptinus mazuri là một loài bọ cánh cứng trong họ Ptinidae. Loài này được Borowski miêu tả khoa học năm 1995.